# 拉本克爾湖
拉本克爾湖是俄羅斯的湖泊，位於雅庫特共和國東部，長14.3公里、寬4.1公里，面積60平方公里，海拔高度1,020米，最大水深75米，湖中有3個島嶼。